# カシ・ロープウェイ

カシ ロープウェイは、インドのウッタルプラデーシュ州バラナシで建設中の空中ケーブルカー都市交通システムである。これはインド初の公共交通機関のロープウェイとなる。全長3.75 kmで、バラナシ・カントンメント駅とゴドウリア・チョークを結ぶ5つの駅があり、2025年5月の開業を予定している。

## 概要
2018年6月にバラナシの地下鉄の開発計画が否決されると、バラナシ開発庁（VDA）はレール・インディア技術経済サービス（RITES）に対し、2019年12月に市内の大量高速輸送システム（MRTS）計画を作成するよう要請した。
このプロジェクトは2021年11月にWAPCOS Limitedによって提示され、最初の入札は2021年12月に行われたが、その後繰り返し延期された。
このロープウェイを建設することにより地元住民、観光客、巡礼者の移動が容易になる事が予測されている。カシ・ロープウェイはインド初の公共交通機関ロープウェイとなり、ボリビアのミ・テレフェリコとメキシコシティのメキシブルに次いで世界で3番目となる。

## 技術的特徴
路線の長さは3.75 kmとなる。バラナシ・カントンメント駅からゴドウリア・チョークまで運行される。他に、カシ・ヴィディヤピス（バーラト・マタ・マンディール）、ラート・ヤトラ、ギルジャ・ガーの3つの駅が開設される予定である。ギルジャ・ガルでは乗客の交換は行われない。高さ10メートルから55メートルまでの塔が合計30本建設される予定である。
1日あたり96,000人の乗客を輸送すると予想されている。最大乗客数は片道あたり1時間当たり3000人となる。車両数は153両で、乗車定員は10名となり、1日16時間運行され16分で運行を完了する。
| 路線  | 終着駅                 | 全長   | 移動時間 | 駅数 | 車両数 |
| ----- | ---------------------- | ------ | -------- | ---- | ------ |
| 路線1 | - ゴドウリア・チョーク | 3.75km | 16分     | 5    | 153    |